# Xã Ellsworth, Quận Antelope, Nebraska
Xã Ellsworth (tiếng Anh: Ellsworth Township) là một xã thuộc quận Antelope, tiểu bang Nebraska, Hoa Kỳ. Năm 2010, dân số của xã này là 249 người.